# West Ham United F.C. Women
West Ham United Women Football Club er en engelsk fodboldklub for kvinder, der er en afdeling af West Ham United. Klubben blev etableret i 1991 og spiller midlertidigt deres hjemmekampe på Chigwell Construction Stadium, men har oprindelig hjemmebane på Rush Green Stadium, i West Ham United Training Ground i Romford.
Holdet trænes af Oli Harder, der har været cheftræner siden sommeren 2021.
Kvindeholdets hidtil største resultat og præstation var i 2019, hvor holdet nåede finalen ved FA Women's Cup, men blev besejret i af Manchester City W.F.C., med resultatet 0-3.

## Resultater
- FA Women's Cup
  - Finalist (1): 2018-19
- FA Women's Premier League Plate
  - Vinder (1): 2017-18
- Isthmian League Women's Cup
  - Vinder (1): 2017-18
- Essex FA County Cup Winners
  - Vinder (2): 2008–09, 2010–11
- South East Combination League
  - Vinder (1): 2004-05
- Greater London Regional Premier League
  - Vinder (2): 2000–01, 2001–02
- Greater London Regional League 
  - Vinder (1): 2001–02

## Aktuel trup
Oversigten er opdateret til og med 15. april 2022 
| Nr. | Land       | Position | Spiller                  |
| --- | ---------- | -------- | ------------------------ |
| 1   | Australien | MM       | Mackenzie Arnold         |
| 2   | USA        | MI       | Zaneta Wyne              |
| 4   | England    | MI       | Abbey-Leigh Stringer     |
| 5   | England    | FO       | Gilly Flaherty (anfører) |
| 7   | Skotland   | MI       | Lisa Evans               |
| 8   | Danmark    | MI       | Emma Snerle              |
| 9   | England    | AN       | Claudia Walker           |
| 10  | Tjekkiet   | MI       | Kateřina Svitková        |
| 12  | England    | MI       | Kate Longhurst           |
| 13  | Australien | MI       | Tameka Yallop            |
| 14  | Japan      | MI       | Yui Hasegawa             |
| 15  | England    | FO       | Lucy Parker              |

| Nr. | Land        | Position | Spiller              |
| --- | ----------- | -------- | -------------------- |
| 17  | England     | MI       | Melisa Filis         |
| 18  | New Zealand | MM       | Anna Leat            |
| 19  | Canada      | AN       | Adriana Leon         |
| 20  | England     | FO       | Lois Joel            |
| 22  | England     | FO       | Grace Fisk           |
| 23  | Frankrig    | FO       | Hawa Cissoko         |
| 24  | England     | MI       | Brooke Cairns        |
| 25  | England     | FO       | Grace Garrad         |
| 26  | Canada      | MM       | Emily Moore          |
| 27  | England     | FO       | Maisy Barker         |
| 32  | Island      | MI       | Dagný Brynjarsdóttir |
| 33  | England     | MI       | Halle Houssein       |

## Stadion
- Navn: Rush Green Stadium
- By: Rush Green, Romford, London
- Adresse: London, Saville Rd, Chadwell Heath, Dagenham, Romford RM6 6DU
- Kapacitet: 4.500 tilskuere